# Südbadischer Fußballverband
Der Südbadische Fußballverband (SBFV) ist die Dachorganisation aller 695 Fußballvereine in Südbaden mit 329.822 Mitgliedern und 4.924 Mannschaften. Der Verband wurde am 12. Dezember 1948 gegründet, Sitz der Geschäftsstelle ist Freiburg im Breisgau. Er ist einer der 21 Landesverbände des DFB.

## Verbandsgliederung
Das Verbandsgebiet entspricht dem Gebiet des ehemaligen Bundeslandes Baden, das zum Zeitpunkt der Verbandsgründung ein Teil der französischen Besatzungszone war und 1952 im Land Baden-Württemberg aufgegangen ist. Sein Gebiet ist heute in sechs Bezirke unterteilt:
- Baden-Baden
- Offenburg
- Freiburg
- Hochrhein
- Schwarzwald
- Bodensee

Die verlinkten Seiten dienen nur der geographischen Orientierung. Die Bezirke liegen in den entsprechenden Regionen. Die Grenzen der Bezirke decken sich aber nicht mit den Grenzen der Regionen, Städte oder Landkreise.

## Vereine des SBFV in höheren Ligen | Saison 2025/2026

### Herren-Fußball
| Stufe | Bezeichnung                | Anzahl | Vereine                                       |
| ----- | -------------------------- | ------ | --------------------------------------------- |
| 1.    | 1. Bundesliga              | 1      | SC Freiburg                                   |
| 2.    | 2. Bundesliga              | 0      |                                               |
| 3.    | 3. Liga                    | 0      |                                               |
| 4.    | Regionalliga Südwest       | 2      | SC Freiburg II, Bahlinger SC                  |
| 5.    | Oberliga Baden-Württemberg | 3      | SV Oberachern, FC 08 Villingen, FC Denzlingen |

### Frauen-Fußball
| Stufe | Bezeichnung                       | Anzahl | Vereine                                                                            |
| ----- | --------------------------------- | ------ | ---------------------------------------------------------------------------------- |
| 1.    | 1. Frauen-Bundesliga              | 1      | SC Freiburg                                                                        |
| 2.    | 2. Frauen-Bundesliga              | 1      | SC Sand                                                                            |
| 3.    | Frauen-Regionalliga Süd           | 2      | SC Sand II, SC Freiburg II                                                         |
| 4.    | Frauen-Oberliga Baden-Württemberg | 4      | Hegauer FV, FC Freiburg-St. Georgen, SV Gottenheim, SG Gengenbach/Zell/Fischerbach |

## Herrenfußball

Altes Logo des SBFV bis 2017

### Südbadischer Verbandspokal
Am Südbadischen Verbandspokal nehmen die Vereine teil, die in der Vorsaison in den oberen Spielklassen (Regionalliga bis Landesliga) gespielt haben, sowie die Halbfinalisten der Vorjahres-Bezirkspokalrunden und die Aufsteiger aus den Bezirksligen. Der Sieger des südbadischen Verbandspokals nimmt an der 1. Hauptrunde des DFB-Pokals teil, dies ist in der Saison 2025/26 der Bahlinger SC, da der Bahlinger SC in der Saison 2024/25 den südbadischen Verbandspokal im Dreisamstadion gegen den Offenburger FV mit 5:3 n. E. gewann. Rekordpokalsieger ist der FC 08 Villingen.

### Ligabetrieb
Die höchste Spielklasse ist die Verbandsliga Südbaden. Der Meister steigt in die Fußball-Oberliga Baden-Württemberg auf, in welcher Mannschaften aus dem Südbadischen Fußballverband (SBFV), dem Badischen Fußballverband (BFV) und dem Württembergischen Fußballverband (WFV) spielen. Der Vizemeister nimmt an einer Aufstiegsrelegation teil. Rekordmeister ist mit 13 Meisterschaftstiteln der Offenburger FV.

#### Klasseneinteilung
Seit 1978 bilden drei Landesligen den Unterbau für die Verbandsliga. Jeweils zwei Fußballbezirke bilden eine Landesligastaffel. Nächsttiefere Spielklasse bilden dann die sechs Bezirksligen. Unterhalb der Bezirksligen bestehen die lokalen Kreisligen.
| Stufe | Liga                                                                | Liga                                                                | Liga                                                             | Liga                                                             | Liga                                                               | Liga                                                               | Liga                             | Liga                             | Liga                             |
| ----- | ------------------------------------------------------------------- | ------------------------------------------------------------------- | ---------------------------------------------------------------- | ---------------------------------------------------------------- | ------------------------------------------------------------------ | ------------------------------------------------------------------ | -------------------------------- | -------------------------------- | -------------------------------- |
| 6     | Verbandsliga Südbaden 16 Vereine                                    | Verbandsliga Südbaden 16 Vereine                                    | Verbandsliga Südbaden 16 Vereine                                 | Verbandsliga Südbaden 16 Vereine                                 | Verbandsliga Südbaden 16 Vereine                                   | Verbandsliga Südbaden 16 Vereine                                   | Verbandsliga Südbaden 16 Vereine | Verbandsliga Südbaden 16 Vereine | Verbandsliga Südbaden 16 Vereine |
| 7     | Landesliga Staffel 1 16 Vereine (Bezirke Baden-Baden und Offenburg) | Landesliga Staffel 1 16 Vereine (Bezirke Baden-Baden und Offenburg) | Landesliga Staffel 2 16 Vereine (Bezirke Freiburg und Hochrhein) | Landesliga Staffel 2 16 Vereine (Bezirke Freiburg und Hochrhein) | Landesliga Staffel 3 16 Vereine (Bezirke Schwarzwald und Bodensee) | Landesliga Staffel 3 16 Vereine (Bezirke Schwarzwald und Bodensee) |                                  |                                  |                                  |
| 8     | Bezirksliga Baden-Baden 16 Vereine                                  | Bezirksliga Offenburg 16 Vereine                                    | Bezirksliga Freiburg 16 Vereine                                  | Bezirksliga Hochrhein 16 Vereine                                 | Bezirksliga Schwarzwald 16 Vereine                                 | Bezirksliga Bodensee 16 Vereine                                    |                                  |                                  |                                  |

Die Zahl der Vereine gibt den Idealzustand wieder. Bedingt durch Auf- und Abstieg kann in einzelnen Spielzeiten die Mannschaftszahl in einzelnen Staffeln abweichen. Unterhalb der Bezirksliga spielen die Vereine in den Kreisligen A, B und C. Kreisligen A gibt es zwei bis drei je Bezirk. Kreisligen B existieren je Bezirk zwischen fünf und acht Staffeln, die Kreisliga B ist im SBFV die niedrigste Liga, in der Schiedsrichter durch den Verband angesetzt werden. Für die Kreisliga C gibt es zwei bis sieben Staffeln je Bezirk.

### Pilotprojekt zum gemischten Spielen
Zur Flexibilisierung des Spielbetriebs hat der Vorstand des SBFV für die Saison 2024/2025 ein Pilotprojekt zum gemischten Spielen verabschiedet. Die Spielberechtigung für Frauen (Ü18) in Herrenmannschaften auf ist damit möglich.

#### Hintergrund der Reform
Im Juni 2022 beschloss der DFB-Vorstand, dass Spielerinnen ab 18 Jahren das Recht erhalten können, in Herrenmannschaften mitzuspielen. Durch die Integration dieser Entscheidung in die DFB-Spielordnung wurde es den Regional- und Landesverbänden ermöglicht, Pilotprojekte zu starten, um den Spielbetrieb flexibler zu gestalten.

## Jugendfußball

### Ligabetrieb im Juniorenbereich
Oberste Spielklasse bei den A-, B- und C-Junioren ist die Verbandsliga Südbaden. Die jeweiligen Meister steigen auch hier in die Oberliga BW auf. Darunter ist die Aufteilung analog zum Herrenfußball seit 2009/10 in Landes-, Bezirks- und Kreisligen unterteilt.

### Ligabetrieb im Juniorinnenbereich
Oberste Spielklasse bei den B-Juniorinnen ist die Verbandsliga Südbaden. Die jeweiligen Meister steigen auch hier in die Oberliga BW auf. Die C-Juniorinnen abwärts spielen nur auf Bezirksebene in den Bezirks- und Kreisligen, bzw. Kleinfeldstaffeln unterteilt.

## Frauenfußball

### Historie
Am 31. Oktober 1970 hob der DFB das Frauenfußballverbot auf. In der Folge bildeten sich Spielklassen auf Bezirksebene. Die Bezirksmeister ermittelten in einer Endrunde den Südbadischen Meister, der dann wiederum an der deutschen Meisterschaft teilnahm.
1978 wurde die Südbadische Damenliga als höchste Spielklasse in Südbaden gebildet. Sie gibt es heute noch unter dem Namen Verbandsliga Südbaden. Der Meister dieser Spielklasse spielte um die deutsche Meisterschaft. Die Bezirksmeister ermittelten in einer Aufstiegsrunde am Ende der Spielzeit zwei Aufsteiger, die die letzten beiden der Damenliga ersetzten.
1990 folgte die Einführung der Bundesliga. Diese spielte bis 1997 in zwei Gruppen Nord und Süd. Seit 1997 ist sie eingleisig. Der Südbadische Meister kämpfte mit Einführung der Bundesliga um den Aufstieg in die Bundesliga in den Aufstiegsspielen am Ende der Saison.
1994 wurde in Südbaden die Landesliga gegründet. Sie liegt zwischen Südbadischer Damenliga und den Ligen auf Bezirksebene. Anfangs wie heute gibt es eine Nord- und eine Südstaffel, zwischendrin spielte sie eingleisig.
1996 folgte die Einführung der Oberliga Baden-Württemberg zwischen Bundesliga und Südbadischer Damenliga. Die Regionalliga Süd zwischen Bundesliga und Oberliga wurde dann im Jahr 2000 eingeführt. Vier Jahre später löste die 2. Bundesliga Süd die Regionalliga Süd ab. 2007 wurde die Regionalliga Süd zwischen 2. Bundesliga Süd und Oberliga wieder eingeführt. Seither ist die Frauen-Verbandsliga fünftklassig.

### Südbadischer Verbandspokal
Der Südbadische Pokal im Frauenfußball wird seit der Saison 1980/81 ausgetragen. An dem Landespokalturnier nehmen alle SBFV-Vereinsmannschaften teil, die in der vorhergehenden Spielzeit in einer Regional-, Ober-, Verbands- oder Landesliga (ohne Absteiger in die Bezirksliga) gespielt haben. Ebenfalls nehmen die Sieger der jeweiligen Bezirkspokalwettbewerbe der vorherigen Spielzeit und die Aufsteiger aus den Bezirksligen teil.

### Ligabetrieb
Spielklassen oberhalb der Verbandsebene:
- 1. Bundesliga
- 2. Bundesliga
- Regionalliga Süd
- Oberliga Baden-Württemberg

| SBFV - Hierarchie | SBFV - Hierarchie                                                                    | SBFV - Hierarchie                                                                    | SBFV - Hierarchie                                                                    | SBFV - Hierarchie                                                                   | SBFV - Hierarchie                                                                   | SBFV - Hierarchie                                                                   |
| Stufe             | Liga                                                                                 | Liga                                                                                 | Liga                                                                                 | Liga                                                                                | Liga                                                                                | Liga                                                                                |
| ----------------- | ------------------------------------------------------------------------------------ | ------------------------------------------------------------------------------------ | ------------------------------------------------------------------------------------ | ----------------------------------------------------------------------------------- | ----------------------------------------------------------------------------------- | ----------------------------------------------------------------------------------- |
| 6                 | Verbandsliga Südbaden 12 Vereine                                                     | Verbandsliga Südbaden 12 Vereine                                                     | Verbandsliga Südbaden 12 Vereine                                                     | Verbandsliga Südbaden 12 Vereine                                                    | Verbandsliga Südbaden 12 Vereine                                                    | Verbandsliga Südbaden 12 Vereine                                                    |
| 7                 | Landesliga Staffel 1 (Nord) 10 Vereine (Bezirke Baden-Baden, Offenburg und Freiburg) | Landesliga Staffel 1 (Nord) 10 Vereine (Bezirke Baden-Baden, Offenburg und Freiburg) | Landesliga Staffel 1 (Nord) 10 Vereine (Bezirke Baden-Baden, Offenburg und Freiburg) | Landesliga Staffel 2 (Süd) 12 Vereine (Bezirke Schwarzwald, Hochrhein und Bodensee) | Landesliga Staffel 2 (Süd) 12 Vereine (Bezirke Schwarzwald, Hochrhein und Bodensee) | Landesliga Staffel 2 (Süd) 12 Vereine (Bezirke Schwarzwald, Hochrhein und Bodensee) |
| 8                 | Bezirksliga Baden-Baden 11 Vereine                                                   | Bezirksliga Offenburg 10 Vereine                                                     | Bezirksliga Freiburg 12 Vereine                                                      | Bezirksliga Hochrhein 9 Vereine                                                     | Bezirksliga Schwarzwald 9 Vereine                                                   | Bezirksliga Bodensee 9 Vereine                                                      |